# Рафчани
Рафчани су албанизована јужнословенска муслиманска етнорелигијска група која насељава Ораховац и околину. Усвојивши албанско етничко самоопредјељење, представници ове групе задржали су у свакодневној разговору јужнословенске говоре, које сами говорници називају „нашенски” или „рафчански”.
Бројност Рафчана се процјењује на око 5000 људи.

## Ареал
Рафчани живе у збијеној групи окружени албанскојезичким становништвом у Ораховцу и сусједним селима која се налазе у регији Подримља у средњишњој Метохији. Раније су рафчанским насељима сусједна била српска насељена мјеста.

## Историја
Поступак исламизације словенског становништва Косова и Метохије почео је послије османског освајања јужнословенских земаља од средине 15. вијека и наставио се до 20. вијека. Прихватање ислама међу Словенима поједноставио је услове за њихову албанизацију. У случају Рафчана, поступак албанизације није завршен до краја, пошто представници ове групе још нису у потпуности прешли на албански језик.
Рафчанска етничка група образована је из двије компоненте. Прву од њих су образовали досељеници који су се у Подримљу појавили око почетка 18. вијека. Друга компонента је настала у поступку исламизације мјесног српског становништва (неки представници ове групе су прије тридесетак година у Ораховцу и оближњим селима има православне Србе за сроднике).
Српски рјечотворни антропонимијски модели у говору словенојезичких Албанаца Ораховца сачували су се дуже вријеме, што је забиљежено у записима „Хелветске текије” о догађајима и личностима из Ораховца с почетка 18. вијека. Презимена мјесних муслимана која се завршавају на -ић исписани су турским писмом на -ik: у латиничној транскрипцији — Arslan Kalaycik, Sadik Grbik, Sadik Balik итд.

## Језик
Говори Рафчана припадају призренско-јужноморавском дијалекту торлачког нарјечја, а исти говори су карактеристични и за српско православно становништво које је до 1999. живјело у Ораховцу и околини, а послије рата на Косову и Метохији је протјерано. О поријеклу свог језика Рафчани кажу: „Тако смо причали у стара времена.” Свој говор називају „рафчански” или „нашенски”. Представници словенско-муслиманских етнички група јужне Метохије (Горанци, Средчани и Подгорци) такође своје говоре називају „нашенски”. Истовремено, дијалекатски тип Рафчана и Србаа из Ораховца значајно се разликује од говора Словена муслимана јужне Метохије.
Албанизовани Словени из Ораховца говоре и албански језик — албански је језик школовања и језик међусобне комуникације са Албанцима.
Према попису становништва на Косову и Метохији 2011. које су спровеле Привремене институције самоуправе, огромна већина становника Општине Ораховац навела је албански као матерњи језик — 55.806 људи, српски као матерњи је навело 138 људи, бошњачки 76 особа, упркос чињеници да у општини као своју националност назначило албанску — 55.166 људи, српску — 134 особе и бошњачку — 10 особа.